# Хорошёвский мост
Хорошёвский мост — мост через Хорошёвское спрямление Москвы-реки в районе Серебряного бора. Соединяет проспект Маршала Жукова с Таманской улицей. Построен в 1937 году (инженер Аполлон Белоголовый, архитектор Иосиф Фридланд). Общая длина моста — 187,4 м, ширина — 25 м (проезжая часть — 19,0 м). Однопролётный, арочный железобетонный с ездой понизу.
Судоходное Хорошёвское спрямление и мост через него появились в рамках плана обводнения города Москвы. Мост пересекает канал под углом 67°. Расчетный пролёт длиной 100,8 м опирается на качающиеся стойки. Боковые пролёты длиной 23,75 м опираются на короткие консоли, сделанные на концах балок жёсткости, выступающих в боковые пролёты. Арки главного пролёта сечением 2,0×0,85 м имеют высоту в середине пролёта 14,36 м. Балки жёсткости, связанные с аркой вертикальными бетонными тягами, имеют высоту 3,0 м и ширину 0,25 м; на них опираются поперечные балки, перекрытые плитой проезжей части.